# Mexikanische Nationalmannschaft bei der Internationalen Sechstagefahrt
Die mexikanischen Nationalmannschaften bei der Internationalen Sechstagefahrt sind eine Auswahl von Fahrern und Fahrerinnen für die Nationenwertungen dieses Wettbewerbes.
Entsprechend den Regelungen für die Sechstagefahrt wurden Nationalmannschaften für die Wertung um die World Trophy, Silbervase (seit 1985: Junior World Trophy) und die Women`s World Trophy zugelassen. Der Umfang der Mannschaften und die Regularien für die Teilnahme änderte sich mehrmals im Laufe der Zeit.
Erstmals nahmen 1981 mexikanische Nationalmannschaften an den beiden Nationalmannschaftswettbewerben teil. Bislang konnten jedoch keine Podestplatzierungen errungen werden. Gegenwärtig beste Platzierung ist ein sechster Platz im Wettbewerb um die Junior World Trophy im Jahr 1994.
Die Liste erhebt keinen Anspruch auf Vollständigkeit.

## 1981–2006
| Jahr                    | World Trophy | Silbervase |
| ----------------------- | --- | --- |
| 1981                    | 9. Jose Luis de Alba (Husqvarna 125) Luis Otero (Husqvarna 175) Hernan Reyes (Husqvarna 250) Placido González (Husqvarna 250) Carlos Henkel (Husqvarna 430) Guillermo Romero (Husqvarna 430)          | 18. Jorge Octavio de Alba (Husqvarna 250) Froylan Pastrana (Husqvarna 430) Eduardo Henkel (Husqvarna 430) Antonio Serrano (Husqvarna 430)   |
| 1982                    | keine Teilnahme | 14. |
| 1983                    | 14. Jesus de Alba (Husqvarna 125) Hernan Reyes (Husqvarna 250) Jorge Octavio de Alba (Husqvarna 250) Jose Luis de Alba (Husqvarna 250) Antonio Sanchez (Husqvarna 430) Fred Cameron (KTM 504 4T)      | 16. Carlos Henkel (Husqvarna 250) Luis Otero (Husqvarna 250) Lars Larson (Husqvarna 430) Eduardo Henkel (Husqvarna 430)                     |
| 1984                    | keine Teilnahme | 15. Jorge Octavio de Alba (Husqvarna 250) Jose Luis de Alba (Husqvarna 250) Fernando Galvan (Husqvarna 250) Michael Goeters (Husqvarna 400) |
| 1985                    | 16. Michael Goeters (Husqvarna 125) Hernan Reyes (Husqvarna 250) Jose Luis de Alba (Husqvarna 250) Ricardo Casares (Husqvarna 400) Fernando Galvan (Husqvarna 400) Gilberto Trejo (Husqvarna +500 4T) | ab 1985: Junior World Trophy |
| 1985                    | 16. Michael Goeters (Husqvarna 125) Hernan Reyes (Husqvarna 250) Jose Luis de Alba (Husqvarna 250) Ricardo Casares (Husqvarna 400) Fernando Galvan (Husqvarna 400) Gilberto Trejo (Husqvarna +500 4T) | keine Teilnahme |
| 1986                    | keine Teilnahme | 12. Michael Goeters (Husqvarna 250) Fernando Galvan (Husqvarna 400) Gilberto Trejo (Husqvarna 400) Gerardo Peniche (Husqvarna 400)          |
| 1987                    | keine Teilnahme | 14. Fernando Galvan (Honda 250) Jesus de Alba (Husqvarna 250) Gilberto Trejo (Kawasaki 250) Gerardo Peniche (Husqvarna 500)                 |
| 1988                    | keine Teilnahme | |
| 1989                    | keine Teilnahme | 10. Jorge Goeters (KTM 125) Michael Goeters (KTM 250) Gerardo Peniche (KTM 250) Louis Retana (KTM 250)                                      |
| 1990                    | keine Teilnahme | Eric Galvan (Suzuki 250) Mario Galvan (Suzuki 250) Luis Retana (Suzuki 250) Jorge Goeters (Suzuki 250)                                      |
| {\displaystyle \vdots } | keine Teilnahme | keine Teilnahme |
| 1994                    | 12. Alejandro Aldana (KTM 125) Erik Gallardo (KTM 175) Arturo Reyes (KTM 175) Carlos Ungo (KTM 175) Luis Farell (KTM 350 4T) Antonio Aldana (KTM 1300 4T)                                             | 6. Alfredo Alba (KTM 125) Jose Rubio (KTM 175) Jose Carrete (KTM 175) Alberto Alba (KTM 175)                                                |
| 1995                    | keine Teilnahme | keine Teilnahme |
| 1996                    | 14. Alejandro Sanchez (KTM 125) Sergio Diaz (KTM 175) Erik Gallardo (KTM 175) Arturo Reyes (KTM 175) Carlos Ungo (KTM 175) Homero Diaz (Husaberg 400)                                                 | 9. Luis Stahl (KTM 125) Jose Luis Rubio (KTM 175) Mauricio Rubio (KTM 175)                                                                  |
| 1997                    | 19. Alejandro Sanchez (KTM 125) Carlos Ungo (KTM 175) Jose Luis Rubio (Husqvarna 175) Juan Carlos Cardenas (KTM 175) Arturo Reyes (Husqvarna 175) Homero Diaz (Husqvarna 400 4T)                      | 13. Carlo Gallardo (KTM 175) Patrick Reyes (KTM 175) Mauricio Rubio (Husqvarna 400 4T)                                                      |
| 1998                    | 15. Jose Luis Rubio Benedicto Gutierrez Alejandro Sanchez Patrick Reyes Arturo Reyes Carlos Ungo | keine Teilnahme |
| 1999                    | keine Teilnahme | keine Teilnahme |
| 2000                    | 14. Jose Luis Rubio (KTM 125) Sergio Diaz (Husqvarna 125) Alejandro Sanchez (KTM 125) Antonio Sanchez (KTM 250) Andres Quijano (KTM 400 4T) Carlos Ungo (KTM 400 4T)                                  | 10. Homero Diaz (Husqvarna 125) Jaime Garcia (Husqvarna 125) Jesus Zavala (KTM 250) Jean Paul Medina (KTM 250)                              |
| 2001                    | 14. Homero Diaz (Husqvarna) Sergio Diaz (Husqvarna) Gabriel Guardado (KTM) Guillermo Vargas (KTM) Juan Carlos Cardenas (KTM)                                                                          | keine Teilnahme |
| 2002                    | 19. Homero Diaz (KTM 125) Benedicto Gutierrez (GasGas 125) Jaime Garcia (KTM 125) Jean Paul Medina (KTM 125) Sergio Diaz (KTM 175) Cralo Gallardo (KTM 500 4T)                                        | keine Teilnahme |
| 2003                    | 10. Homero Diaz (KTM 125) Gabriel Guardado (KTM 250) Jesus Zavala (KTM 250) Octavio Valle (KTM 250) Michael Goeters (KTM 400 4T) Carlos Gallardo (KTM 450 4T)                                         | 15. Alberto Quijano (KTM 125) Carlos Nafarrate (KTM 250) Arturo Quijano (KTM 250)                                                           |
| 2004                    | 14. Homero Diaz (KTM) Alberto Quijano (Husqvarna) Sergio Diaz (KTM) Arturo Quijano (Yamaha) Juan Carlos Cardenas (KTM) Arturo Garza (KTM)                                                             | keine Teilnahme |
| 2005                    | keine Teilnahme | keine Teilnahme |
| 2006                    | 16. Alejandro Sanchez Aldana (KTM 525) Federico Goeters (KTM 250) Alberto Quijano (Husqvarna 250) Jaime Garcia (KTM 300) Jean Paul Medina Cortes (Yamaha 450) Jose Luis Rubio (Husqvarna 250)         | 15. Arturo Arino (KTM 300) Pablo Swaine (Husqvarna 450) Farid Assmar (Husqvarna 450) Luis Mata (Husqvarna 250)                              |

## Seit 2007
| Jahr                    | World Trophy | Junior World Trophy                                                                       | Women’s World Trophy                                                                      |
| ----------------------- | --- | ----------------------------------------------------------------------------------------- | ----------------------------------------------------------------------------------------- |
| 2007                    | 15. | 12.                                                                                       | keine Teilnahme                                                                           |
| 2008                    | 20. Erick Sanchez (KTM) Carlos Gracida (KTM) Juan Carlos Gardenas (Husqvarna) Rene Assmar (KTM) Arturo Garza (KTM) Octavio Valle (KTM)                    | 15. Jose Eduardo Vanzzini (KTM) Guillermo Gomez (KTM) Luis Mata (KTM)                     | keine Teilnahme                                                                           |
| 2009                    | 13. Jean Paul Medina (KTM) Jose Luiz Perez (KTM) Anuar Ruiz (KTM) Alejandro Sachez Aldana (KTM) Eduardo Vanzinni (KTM) Jesus Zavala (Husqvarna)           | 11. Alonso Arino (Suzuki) Arturo Arino (Suzuki) Pablo Torre (Suzuki) Refugio Garcia (KTM) | keine Teilnahme                                                                           |
| 2010                    | 7. Jose Eduardo Vanzzini (Kawasaki) Jaime Garcia (KTM) Jaime Bustos (Yamaha) Jose Luis Perez (Husqvarna) Alejandro Sanchez Aldana (KTM) Homero Diaz (KTM) | 9. Pablo Torre (KTM) Refugio Garcia (KTM) Alonso Arino (Suzuki) Ivan Ramirez (KTM)        | 7. Jessica Lopez (Kawasaki) Karina Garcia Alonso (Kawasaki) Idalia Maria de Obaldia (KTM) |
| {\displaystyle \vdots } | keine Teilnahme | keine Teilnahme                                                                           | keine Teilnahme                                                                           |
| 2013                    | 20. Eugenio Morales (KTM) Gabriel Guardado (KTM) Jose Jua Lopez (Husaberg) Ivan Ramirez (KTM) Miguel Morales (KTM)                                        | keine Teilnahme                                                                           | keine Teilnahme                                                                           |
| 2014                    | keine Teilnahme | keine Teilnahme                                                                           | keine Teilnahme                                                                           |
| 2015                    | keine Teilnahme | 7. Didier Goirand (Beta) Ivan Ramirez (KTM) Arturo Rodriguez (KTM) Eric Yorba (KTM)       | keine Teilnahme                                                                           |
| 2016                    | 7. Jose Luis Perez (Yamaha) Roberto Quintanilla (Beta) Homero Diaz (KTM) Arturo Rodriguez (Beta)                                                          | 7. Didier Goirand (KTM) Eric Yorba (KTM) Ivan Ramirez (KTM)                               | keine Teilnahme                                                                           |
| 2017                    | 11. Gabriel Guardado (KTM) Arturo Rodriguez (Beta) Alvaro Miller (Beta) Antonio Sahagun (KTM)                                                             | 7. Nayib Chavolla (KTM) Didier Goirand (KTM) Eric Yorba (KTM)                             | keine Teilnahme                                                                           |
| 2018                    | 14. Antonio Sahagun (KTM) Erik Yorba (KTM) Didier Goirand (KTM) Arturo Rodriguez (Beta)                                                                   | keine Teilnahme                                                                           | keine Teilnahme                                                                           |
| 2019                    | keine Teilnahme | keine Teilnahme                                                                           | keine Teilnahme                                                                           |
| 2021                    | 15. Homero Diaz (Husqvarna) Roberto Ramirez (KTM) Arturo Rodriguez (KTM) Gabriel Guardado (Husqvarna)                                                     | keine Teilnahme                                                                           | keine Teilnahme                                                                           |
| 2022                    | 11. Jorge Alvarez (KTM) Roberto Ramirez (Honda) Arturo Rodriguez (KTM) Didier Goirand (Sherco)                                                            | keine Teilnahme                                                                           | keine Teilnahme                                                                           |
| 2023                    | keine Teilnahme | keine Teilnahme                                                                           | keine Teilnahme                                                                           |
| 2024                    | 14. Gabriel Guardado (GasGas 350 4T) Jose Luis Perez (KTM 450 4T) Arturo Rodriguez (KTM 350 4T) Oscar Alba (Fantic 450 4T)                                | keine Teilnahme                                                                           | keine Teilnahme                                                                           |